# Штеле-Витенвурт
Штеле-Витенвурт (њем. Stelle-Wittenwurth) општина је у њемачкој савезној држави Шлезвиг-Холштајн. Једно је од 115 општинских средишта округа Дитмаршен. Према процјени из 2010. у општини је живјело 464 становника. Посједује регионалну шифру (AGS) 1051107.

## Географски и демографски подаци
Штеле-Витенвурт се налази у савезној држави Шлезвиг-Холштајн у округу Дитмаршен. Општина се налази на надморској висини од 2 метра. Површина општине износи 10,7 km². У самом мјесту је, према процјени из 2010. године, живјело 464 становника. Просјечна густина становништва износи 43 становника/km².